# Иванков (Киево-Святошинский район)
Иванков (укр. Іванків) — село, входит в Киево-Святошинский район Киевской области Украины.
Население по переписи 2001 года составляло 320 человек. Почтовый индекс — 08158. Телефонный код — 4598. Занимает площадь 0,02 км².

## Местный совет
08158, Київська обл., Києво-Святошинський р-н, с. Малютянка, вул. Перемоги, 1